# Kokumbo
Kokumbo est une localité du centre de la Côte d'Ivoire, et appartenant au département de Toumodi, dans la Région des Lacs. La localité de Kokumbo est un chef-lieu de communeet a pour maire Koffi Kouadio Hervé.

## Géographie

### Localisation
Kokumbo est une localité du centre de la Côte d'Ivoire et appartenant au département de Toumodi, dans la Région des Lacs. Elle est un chef-lieu de commune et comprend 5 villages à savoir Kpléssou, Niamkey-Konankro, Kokumbo, Akroukro et Kimoukro. Ell se situe à environ 250 km d'Abidjan, à mi-chemin entre Toumodi (30 km) et Oumé (25 km), ainsi qu'à 40 km de Yamoussoukro

### Superficie
Kokumbo  couvre environ 330 km², représentant environ 60% de sa circonscription administrative.

### Relief
Le terrain est légèrement accidenté avec des plaines et des plateaux peu prononcés. Le Mont Kokum est la plus haute élévation à 502 m.

## Historique
Située dans le canton Faafouè, la sous préfecture de Kokumbo est peuplée d'autochtones baoulés venus pour la plupart de la région de Bouaké, chercher l'or, d'une forte population allogènes: gouros, dioulas et d'étrangers  venus des pays voisins. Ville carrefour, elle allie modernisme et tradition. Erigée en commune par la loi n° 95 - 941 du 13 novembre,sa population est estimée à environ 10 513 résidents, selon le dernier recensement qui date de 1998.

## Économie et culture
Kokumbo est une localité qui combine richesse culturelle et potentiel économique, tout en faisant face aux défis du développement moderne. Avec une économie diversifiée associant activités agricoles, commerciales et artisanales, ladite commune dispose d'un marché local bien que jugé insuffisant par rapport aux besoins commerciaux croissants de la ville. La localité possède aussi un club de football, le Kokumbo Football Club qui évolue en troisième division à l'échelle nationale.
Les principales activités économiques de ladite commune reflètent ses ressources et traditions. L'économie de Kokumbo repose sur plusieurs secteurs d'activités à savoir, l'agriculture, l'élevage, l'artisanat, le commerce  et le transport, les ressources minières etc...

### Agriculture
Pilier majeur de l'économie de Kokumbo, l'agriculture représente 65% de son économie. Deux cultures dominent la région, ce sont la culture industrielle et la culture vivrière.
- Cultures industrielles

La culture industrielle à Kokumbo est organisée principalement par coopérative et elle repose sur le café et cacao avec l'hévéa et l'anacarde.
- Cultures vivrières

A Kokumbo, les habitants cultivent en général des produits alimentaires tels que l'igname, le manioc, la banane plantain, l'arachide, le riz, le maïs etc...

### L'élevage
L'élevage est une activité en plein essor dans la région.

Kokumbo, ville carrefour quand modernisme et tradition se cotoient. Kokumbo a été érigée en commune par la loi n° 95 - 941 du 13 novembre. La population est estimée à environ 10 513 âmes, selon le dernier recensement qui date de 1998.
Elle est limitée, au nord par la Sous Préfecture de Yamoussoukro, au sud et à l'est par la Sous Préfecture de Kokumbo, et à l'ouest par celle d'Oumé. Le chef-lieu de la commune se situe à mi-parcours entre Toumodi (30 km) et Oumé (25 km), d'une part et la ville de Yamoussoukro (40 km) d'autre part. La superficie de la commune représente environ 60% de celle de la circonscription administrative de Kokumbo (330 km2).

## Sports
La localité compte 1 club de football évoluant en Championnat National de 3e division, le Kokumbo Football Club.